# Gerechtshof Den Haag
Het Gerechtshof Den Haag is een van de vier gerechtshoven in Nederland.

## Geschiedenis
Als oudste rechtsvoorganger van het Haagse hof kan het Hof van Holland, Zeeland en West-Friesland worden beschouwd. Dit hof werd in 1428 opgericht door Jacoba van Beieren (1401-1436) en Philips van Bourgondië (1396-1467). Dit hof zou quasi tot 1811 in deze vorm bestaan, van 1802 tot 1811 als Nationaal Gerechtshof. In dat laatste jaar, onder de inlijving bij Frankrijk werd het hof een Keizerlijk gerechtshof tot 1813. Na de onafhankelijkheid der Nederlanden en de reorganisatie van de gerechten in 1813 werd het het Hoog Gerechtshof tot de rechterlijke reorganisatie van 1838.
De directe rechtsvoorgangers van het hof startte op 1 oktober 1838 als Provinciaal Gerechtshof in Holland met de rechterlijke organisatie van dat jaar maar werd nog een tijd lang aangeduid met de oude naam van Hof van Holland. Vanaf 1838 omvatte het ressort de provincie Holland. Vanaf 1842, toen Noord- en Zuid-Holland ontstonden, werd de naam het Provinciaal Gerechtshof van Zuid-Holland, verwijzend naar wat het ressort was van het hof, namelijk de gelijknamige provincie. Met de rechterlijke reorganisatie van 1876 werd het hof het Gerechtshof te 's-Gravenhage waaronder zowel de provincie Zuid-Holland als die van Zeeland vielen.

## Huidige ressort
Sinds de laatste wijziging van de rechterlijke indeling van Nederland in 2013 omvat het ressort van het hof de arrondissementen Den Haag en Rotterdam oftewel het grondgebied van de provincie Zuid-Holland. Voor 2013 behoorde ook de provincie Zeeland formeel tot het rechtsgebied van het hof dat toen de arrondissementen 's-Gravenhage, Dordrecht, Middelburg en Rotterdam omvatte.
Het gerechtshof Den Haag behandelt hoger beroepen tegen uitspraken van de rechtbank Den Haag en de rechtbank Rotterdam in belasting-, dagvaardings-, rekest- en strafzaken. Het is het enige gerechtshof met een kamer voor het kwekersrecht.

## Huisvesting
Bij de instelling van het Gerechtshof te 's-Gravenhage werd het ondergebracht in de Rolzaal en de De Lairessezaal, die behoren tot de grafelijke zalen op het Binnenhof. Ook het Provinciaal gerechtshof in Zuid-Holland was daar gehuisvest geweest.

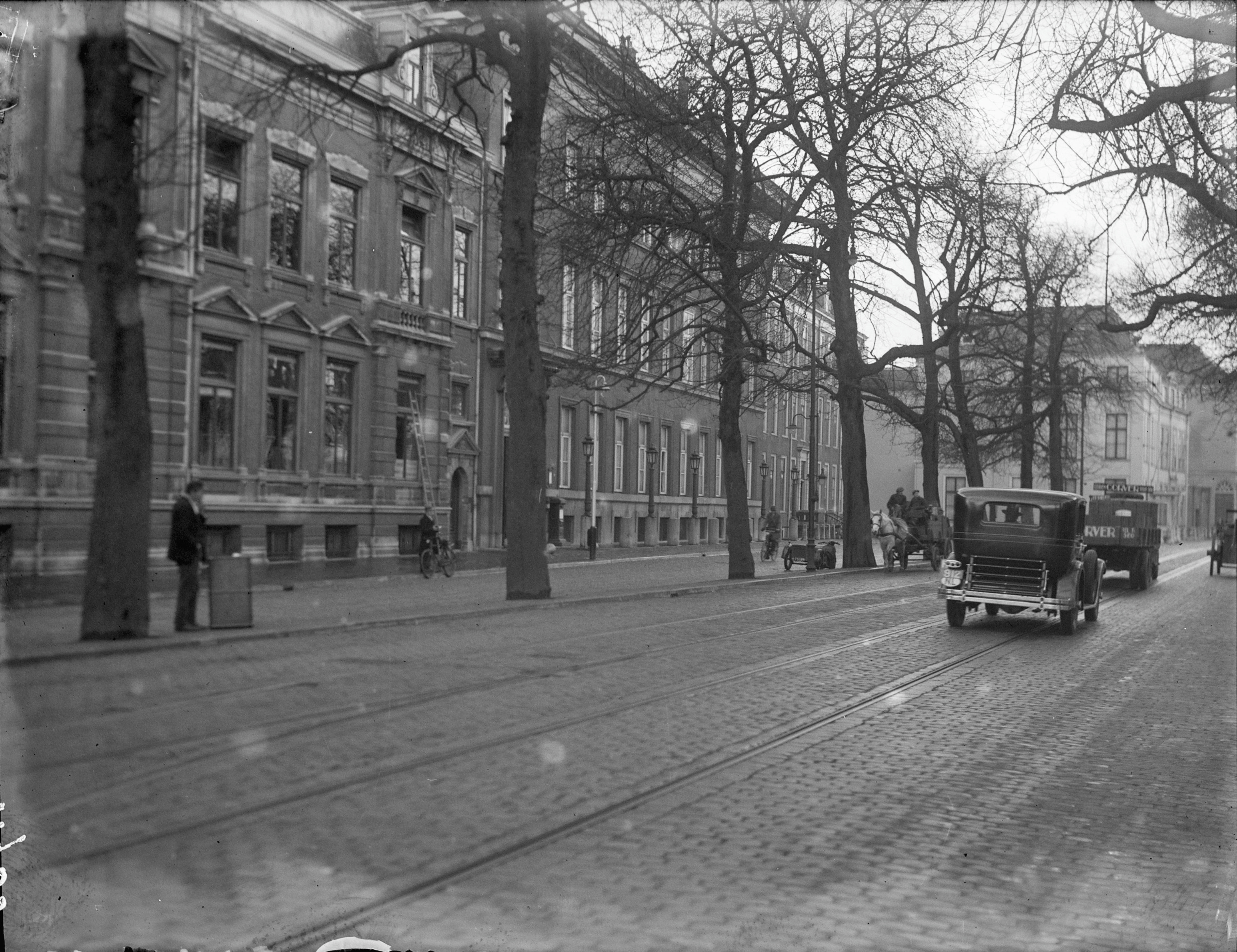
Het oude Paleis van Justitie aan het Korte Voorhout (1931)

Door ruimtegebrek werd een verhuizing noodzakelijk. Het oude stadspaleis van prins Frederik (en later Marie van Oranje-Nassau) aan het Korte Voorhout 11 werd aangekocht voor het Hof en de arrondissementsrechtbank en op 30 december 1901 in gebruik genomen. In 1912 werd het in gewapend beton verbouwd naar een ontwerp van W.C. Metzelaar. Dit Paleis van Justitie werd op 3 maart 1945 vernietigd bij het bombardement op het Bezuidenhout. Het Hof werd tijdelijk gehuisvest, eerst aan de Prinsessegracht 4 en later aan de Raamweg 14-15.
Het hof is sinds 24 februari 1975 gevestigd in het Paleis van Justitie aan de Prins Clauslaan te Den Haag. Het gebouw, dat is ontworpen door F. Sevenhuysen, werd in de jaren '90 aanzienlijk uitgebreid met een nieuw gebouw naar ontwerp van N.C. van Vugt.